# Động đất Hoa Liên 1986
Động đất Hoa Liên 1986 (tiếng Trung: 1986年花莲地震) là trận động đất xảy ra vào lúc 05:20:10 (TST), ngày 15 tháng 11 năm 1986. Trận động đất có cường độ 7.4 hoặc 6.8 richter, tâm chấn độ sâu khoảng 33,8 km. Hậu quả trận động đất đã làm 15 người chết, 44 người bị thương.